# ジェロン
ジェロン（ウズベク語: Gelon / Ғелон、タジク語: Гелон ）は、ウズベキスタン共和国のカシュカダリヤ州Shakhrisabz地区にある都市型集落。
kishlakは1305年に設立されました。
村の住民は今でも古代の習慣や生活様式を守っているとされる。 2018年半ばまで、外国人観光客は特別な国境制度のためにこの村を訪れることができなかった。 

## 地理
ジェロンは、ウズベキスタン南部のカシュカダリヤ盆地、パミール・アライ山脈の西斜面に位置している。  
領土はウズベキスタンとタジキスタンの国境にあり、シャフリサブズから80キロ離れている。
キシュラックは四方を高い山々に囲まれており、東の標高4000メートル以上に達すこともある。そのことから、ウズベキスタンで最も高い山間の村の1つとも言われる。曲がりくねった山がたくさんあり、山の未舗装の道路に沿って行くのは簡単でない。  

## 気候
気候 - 大陸性、乾燥、亜熱帯 

## 人口
人口:5,834人（2019年時点）
民族構成：タジク人-5,831人、ウズベク人-3人（2019年12月12日現在）  

## 観光スポット
民族構成：タジク人-5,831人、ウズベク人-3人。 （2019年12月12日現在）。

## 編集
1. ↑  Узбекистан, как он есть: горный кишлак Гилан (Кашкадарья) | Узбекистан: блокнот исследователя
2. ↑  Горный кишлак Гелон с частными ГЭС — там, где и летом идёт снег
3. ↑  SummerDays Денис и Таня (21 апреля 2021). “Видео на Youtube”. YouTube
4. ↑  http://explorers.uz/ru/sights/КишлагГелан
5. ↑  Uz.A.G. Статья о Гилане // Uz. — 2015.
6. ↑  официальный сайт Комитета по межнациональным отношениям и дружественным связям с зарубежными странами при Кабинете министров Республики Узбекистан
7. ↑  Sreda.Uz. Статья о Кишлаке "Гилан" // Uz.TV. — 2019.